# Albiorix minor
Espèce
Albiorix minor est une espèce de pseudoscorpions de la famille des Ideoroncidae.

## Distribution
Cette espèce est endémique du Mexique. Elle se rencontre au Querétaro, en Hidalgo, au San Luis Potosí, au Tamaulipas et au Nuevo León.

## Description
Le mâle holotype mesure 1,85 mm et la femelle paratype 2,22 mm.

## Publication originale
- Harvey & Muchmore, 2013 : The systematics of the pseudoscorpion family Ideoroncidae (Pseudoscorpiones: Neobisioidea) in the New World. Journal of Arachnology, vol. 41, no 3, p. 229-290 (texte intégral).